# Maximino Bartomeu
Maximino Bartomeu González-Longoria (Melilla, 23 de febrero de 1888-Madrid, 23 de marzo de 1958) fue un militar español. Militar veterano de las campañas de Marruecos, durante la Guerra civil llegó a mandar varias unidades del Ejército franquista.

## Biografía
Nació en Melilla el 23 de febrero de 1888. Ingresó en la Academia militar de Toledo, donde realizó sus formación castrense. Tomó parte en las campañas de África, donde recibió diversos ascensos por méritos de guerra. Durante la Revolución de Asturias, en octubre de 1934, tomó parte en las operaciones al mando de una bandera la Legión. En julio de 1936 ostentaba el rango de teniente coronel y estaba destinado en Melilla como «disponible forzoso».

### Guerra civil española
Implicado en la conspiración militar contra la República, tras la sublevación de la guarnición militar de Melilla se unió al golpe que provocó la Guerra civil española. Trasladado a la península ibérica, operó al mando de una columna africana en el frente de Córdoba, durante los combates en el valle del Guadalquivir. A finales de 1936 fue enviado a Madrid, donde se le entregó el mando de una columna que actuó en la Batalla de la Carretera de La Coruña. Resultó herido durante los combates.
En junio de 1937, al mando de la VI Brigada de Navarra, participó en la ruptura del célebre «Cinturón de Hierro» que llevaría a la conquista de Bilbao. Trasladado al frente del Centro, el 22 de julio fue nombrado comandante de la 11.ª División, tomando parte en los combates de la batalla de Brunete. Con posterioridad su unidad permanecería en el reletivamente tranquilo frente del Centro, sin intervenir en acciones militares de relevancia. A finales de 1938 la división de Bartomeu fue enviada como reserva al área de Logrosán-Villanueva de la Serena, interviniendo activamente durante la batalla de Valsequillo, unas semanas más tarde. Las fuerzas de Bartomeu, que guarnecían las sierras Mesegara y Trapera, hubieron de hacer frente a numerosos ataques republicanos contra sus posiciones.

### Dictadura franquista
Tras el final de la contienda sería nombrado comandante de las divisiones 102.ª y 12.ª, así como de los cuerpos de ejército IX y X. También ostentó el cargo de gobernador militar en Badajoz, Burgos y Madrid, y también jefe de la División Acorazada. En 1950 fue ascendido al rango de teniente general, siendo nombrado en 1951 capitán general de la VII Región Militar y jefe del Cuerpo de Ejército de Castilla n.º 7, puesto que mantuvo hasta 1952. Pasó a la reserva en 1958.
Falleció en el madrileño Hospital militar de Carabanchel, el 23 de marzo de 1958.

## Reconocimientos
- Medalla de Sufrimientos por la Patria (1938)[18]
- Gran Cruz de la Real y Militar Orden de San Hermenegildo (1942)[19]
- Gran Cruz de la Orden del Mérito Militar (1944)[20]